# がじゃいも
『がじゃいも』は、1993年1月28日に発売された、とんねるず20枚目のシングル。

## 概要
フジテレビ系列『とんねるずのみなさんのおかげです』オープニングテーマ曲。当初は1993年1月21日発売予定だったが、同じく秋元康がプロデュースしたねずみっ子クラブのデビューシングル「ねずみ算がわかりません」の発売日と重なるため、1週間ずらした。
クレイアニメによって映像化されている。キャラクターデザインおよびクレイアニメーションは前々作「ガラガラヘビがやってくる」と同じ森まさあき。カップリング曲「トロロンのテーマ」はアニメにも登場するトロロン男爵を主人公とした楽曲。
オリコン初登場1位。2位はZARD『負けないで』であった。

## 収録曲
全曲 作曲・編曲：後藤次利
1. がじゃいも
  - 作詞：秋元康
2. トロロンのテーマ
  - 作詞：石橋貴明
3. がじゃいも（オリジナルカラオケ）
4. トロロンのテーマ（オリジナルカラオケ）

## カバー
がじゃいも
- 狩野勇気夫 & 石原慎一 - 日本コロムビア版カバー音源。1993年12月21日発売『こどものうた/きょうりゅうおんど』などに収録）

スギノールのテーマ
- 石橋貴明 - 「がじゃいも」の替え歌で[2]、杉谷拳士（北海道日本ハムファイターズ）の登場曲用に石橋・後藤らが作成。通常用とチャンス用の2パターンが存在する。